# Hauterive (Québec)
Pour les articles homonymes, voir Hauterive.
Hauterive est une ancienne ville située dans la région de la Côte-Nord, au Québec (Canada), fusionnée à la ville de Baie-Comeau par un décret du gouvernement le 23 juin 1982.
Elle est l'ancien siège du diocèse de Hauterive, avant que celui-ci ne devienne le diocèse de Baie-Comeau.

## Hommages
La rue Hauterive a été nommée, en l'honneur de cette municipalité, en 1969 dans l'ancienne municipalité de Bélair, maintenant présente dans la ville de Québec.